# Groupe Serdy
 (janvier 2021).
Si vous disposez d'ouvrages ou d'articles de référence ou si vous connaissez des sites web de qualité traitant du thème abordé ici, merci de compléter l'article en donnant les références utiles à sa vérifiabilité et en les liant à la section « Notes et références ».
Le Groupe Serdy est une ancienne entreprise québécoise propriétaire de chaînes de télévision. Elle appartient maintenant au Groupe TVA.

## Historique
Le Groupe Serdy, ex « Serdy Vidéo », produit des émissions culinaires et sportives, notamment pour le réseau TVA. Son directeur est Serge Arsenault, un ancien commentateur sportif de Radio-Canada,.
En janvier 2000, la chaîne Évasion est créée. Elle est spécialisée portant sur le voyage, le tourisme et l'aventure.
En 2010, la chaîne Zeste est créée. Seule chaîne francophone et québécoise d'alimentation, Zeste regroupe des émissions en différents thèmes tels que la cuisine au quotidien, les compétitions culinaires et les découvertes gastronomiques. En février 2011, un complément imprimé, le magazine Zeste, a vu le jour.
En 2018, le Groupe Serdy est acheté par le groupe TVA pour 24 millions de dollars canadiens.